# Jeanine Cicognini
Jeanine Cicognini (née le 14 novembre 1986 à Brigue, Valais) est une joueuse de badminton suisse qui représente l'Italie. Elle a remporté pour la première fois le championnat de Suisse senior à l'âge de 16 ans et a depuis gagné ce prix sept autres fois.
En 2005, elle a remporté la médaille d'argent au championnat d'Europe junior du simple dames.

## Biographie
Elle devient joueuse professionnelle de badminton dès qu'elle quitte l'école. Rapidement, elle s'installe au Danemark puis à Sarrebruck en Allemagne pour rejoindre le centre d’entraînement de la Fédération Internationale de badminton. En 2010, elle revient en Suisse et intègre le centre de compétences sport Armée de la confédération suisse. Au même moment, elle joue pour le badminton club d'Uzwil. Elle déménage ensuite à Mülheim an der Ruhr en Allemagne, et joue pour le club de badminton de Mülheim dans la première division de la Badminton-Bundesliga.
Aux Jeux Olympiques de 2008 à Pékin, elle atteint le second tour de perdre avant de perdre contre la Canadienne Anna Rice. En 2016, elle ne va pas plus loin que la phase éliminatoire.
En 2015, elle représente l'Italie aux Jeux européens des simple femmes. Elle est battue par Ligne Kjærsfeldt du Danemark 21-10, 25-23 en seizième de finale.

## Réalisations

### Challenges/séries internationaux BWF
Simple femmes
| Year | Tournoi                           | Adversaire          | Score                  | Result    |
| ---- | --------------------------------- | ------------------- | ---------------------- | --------- |
| 2016 | Jamaica International             | Akvile Stapusaityte | 21–16, 22–20           | Gagnante  |
| 2016 | Manhattan Beach International     | Haramara Gaitan     | 21–16, 22–20           | Gagnante  |
| 2015 | Puerto Rico International         | Laura Sarosi        | 12-21, 16-21           | Finaliste |
| 2015 | New Caledonia International       | Joy Lai             | 21–17, 21–15           | Gagnante  |
| 2015 | Colombia International            | Fabiana Silva       | 21–15, 12–21, 21–13    | Gagnante  |
| 2015 | Trinidad and Tobago International | Elisabeth Baldauf   | 21-16, 16-21, 10-21    | Finaliste |
| 2014 | Guatemala International           | Crystal Pan         | 11-2, 11-6, 3-11, 11-5 | Gagnante  |
| 2014 | Kenya International               | Grace Gabriel       | 21-16, 13-21, 21-16    | Gagnante  |
| 2014 | Mauritius International           | Elisabeth Baldauf   | 21-18, 21-10           | Gagnante  |
| 2014 | Lagos International               | Martina Repiska     | 21-10, 21-9            | Gagnante  |
| 2014 | Giraldilla International          | Marie Demy          | 21–19, 21–13           | Gagnante  |
| 2012 | Uganda International              | Ozge Bayrak         | 21-14, 14-10, Retired  | Gagnante  |
| 2009 | Czech International               | Trupti Murgunde     | 17-21, 12-21           | Finaliste |